# 李倓 (唐朝)
李倓（？—757年），唐肃宗李亨第三子。

## 生平
天宝年间封为建宁郡王。天宝十五载（756年）夏，安史叛军攻陷长安，唐玄宗率皇族逃往成都。途中，李倓见士民慌乱，便与宦官李辅国进谏其父太子李亨整兵敉叛：
逆胡犯阙，四海分崩，不因人情，何以兴复！今殿下从至尊入蜀，若贼兵烧绝栈道，则中原之地拱手授贼矣。人情既离，不可复合，虽欲复至此，其可得乎！不如收西北守边之兵，召郭、李于河北，与之并力东讨逆贼，克复二京，削平四海，使社稷危而复安，宗庙毁而更存，扫除宫禁以迎至尊，岂非孝之大者乎！何必区区温情，为儿女之恋乎！
李亨遂未徵得玄宗的同意就率兵北上，李倓親率骁骑数百，每战必奮勇當前，多次击溃盘踞关中的叛军。756年，李亨在灵武称帝，即唐肅宗。
李倓多次向肃宗批評李辅国、张良娣二人，李辅国於是與张良娣一同指控李倓欲谋害其兄广平王李俶（即唐代宗李豫）。757年，肃宗听信指控而赐死他。然而李俶与李泌多次向肃宗表明李倓无罪，肃宗也颇感后悔。

## 身後
768年，唐代宗追封李倓为齐王，不久又追谥为承天皇帝，並與興信公主（玄宗女，李倓姑母）第十四女張氏（张说孙女、张垍女）冥婚，備禮改葬於顺陵。

## 影视形象
- 电视剧《大唐荣耀》：秦俊杰饰演李倓

## 延伸阅读
[在维基数据编辑]
 在维基文库阅读此作者作品
 《舊唐書·卷116》，出自刘昫《舊唐書》